# Sandra Lonardo
Alessandrina Lonardo, detta Sandra, coniugata Mastella (Ceppaloni, 9 marzo 1953), è una politica italiana.
È stata presidente del Consiglio regionale della Campania dal 2005 al 2010 e senatrice della Repubblica nella XVIII legislatura (2018-2022).

## Biografia
Nata nella frazione San Giovanni del comune di Ceppaloni, trascorre gran parte della giovinezza nella città natale. Insieme alla sua famiglia all'età di dodici anni si trasferisce ad Oyster Bay, sull'isola di Long Island nella contea di Nassau (Stati Uniti), proseguendo gli studi all'Oyster Bay High School. Una volta ritornata in Italia ottiene la maturità e si laurea in Filosofia all'Istituto Universitario Orientale di Napoli.
Per alcuni anni insegna lingua inglese nelle scuole della regione, mentre in seguito riveste alcuni incarichi nel settore sanitario. Alle elezioni politiche del 2001 si candida per L'Ulivo alla Camera dei deputati nel collegio uninominale di Capua, ma viene sconfitta da Lorenzo Montecuollo della Casa delle Libertà e non viene eletta.
Nel 2005, candidatasi per gli UDEUR Popolari alle elezioni regionali nella coalizione di centrosinistra L'Unione, viene eletta presidente del Consiglio regionale della Campania: ha mantenuto l'incarico fino alle successive consultazioni, tenutesi nel 2010.
Nelle elezioni regionali 2010 gli UDEUR Popolari si pongono in Campania a sostegno del candidato di centro-destra Stefano Caldoro, e Sandra Lonardo è eletta tra i consiglieri regionali nella circoscrizione di Benevento.
Nominata nel 2014 vice-coordinatrice campana di Forza Italia con delega al rapporto con i Club Forza Silvio, nel 2015 si ricandida sempre a sostegno di Caldoro ma, inserita nella lista degli impresentabili dalla Commissione Parlamentare Antimafia per le accuse dell'inchiesta del 2008 sulla sanità campana, prende 10 000 voti nella circoscrizione di Benevento, giungendo prima, ma non venendo rieletta. In seguito decide di aprire il laboratorio artigianale di dolci "Ceppaloni Events" a Ceppaloni.
Alle elezioni politiche in Italia del 2018, candidata come capolista al Senato della Repubblica nelle liste di Forza Italia, viene eletta nel collegio proporzionale Avellino-Benevento.
Nel dicembre 2019 è tra i 64 firmatari (di cui 41 di Forza Italia) per il referendum confermativo sul taglio dei parlamentari: pochi mesi prima i senatori berlusconiani avevano disertato l'aula in occasione della votazione sulla riforma costituzionale.
Il 29 luglio 2020 lascia Forza Italia iscrivendosi al Gruppo misto del Senato: "La mia storia è diversa da quella che oggi esprime la coalizione nella quale sono stata eletta e alla quale ho dato un contributo, anche vistoso e rilevante, in termini elettorali. La guida salviniana che si è imposta negli ultimi tempi in questa coalizione è l'esatto contrario del mio stile, del mio modo di pensare, della mia tradizione culturale e politica". In Campania il marito ha deciso invece di sostenere con una sua lista Noi Campani il governatore uscente Vincenzo De Luca contro il candidato del centro-destra Stefano Caldoro alle elezioni regionali del 2020.
Il 19 gennaio 2021, a seguito della crisi di governo innescata da Italia Viva, vota la fiducia al governo Conte II. La settimana seguente decide di non entrare a far parte del nuovo gruppo Europeisti-MAIE-Centro Democratico a causa del rifiuto, da parte di Mariarosaria Rossi, di aggiungere al nome del gruppo, assieme al simbolo del MAIE e del Centro Democratico, il simbolo "Noi Campani".
Il 4 dicembre 2021 si iscrive al neonato soggetto politico noi Di Centro, partito centrista appena lanciato dal marito Clemente Mastella.
Il 23 dicembre aderisce alla componente “Idea-Cambiamo!-Europeisti” del Senato, che, dopo il suo ingresso, diventa “Idea-Cambiamo!-Europeisti-noi Di Centro (Noi Campani)” e che il 22 febbraio 2022 diventa “Italia al Centro (Idea-Cambiamo!-Europeisti-noi Di Centro (Noi Campani))”. In vista delle elezioni politiche anticipate del 25 settembre dello stesso anno noi Di Centro correrà con Europeisti del senatore Raffaele Fantetti e Sandra Lombardo sarà capolista in tutte le circoscrizioni dove si presenterà (Avellino, Salerno, Napoli, in Molise e in Calabria) e candidata all’uninominale per la Camera nel collegio di Benevento che copre l'intera provincia e 28 comuni del Casertano.
Sia alla Camera che al Senato nDC raccoglie lo 0,16% mentre la Lonardo all'uninominale arriva quarta con il 14,4% e oltre 21 000 preferenze senza quindi essere rieletta.
Nel 2024 è candidata alle elezioni europee nella lista Stati Uniti d'Europa nella circoscrizione Sud in quarta posizione e in quota noi Di Centro. Con circa 32.000 preferenze raccolte si piazza quarta ma la lista non supera la soglia di sbarramento.

### Vita privata
Nel 1975 sposa Clemente Mastella, anch’egli nativo di Ceppaloni e conosciuto durante una visita di lui a uno zio a Oyster Bay. Dalla loro unione sono nati due figli: Elio e Pellegrino.

## Procedimenti giudiziari

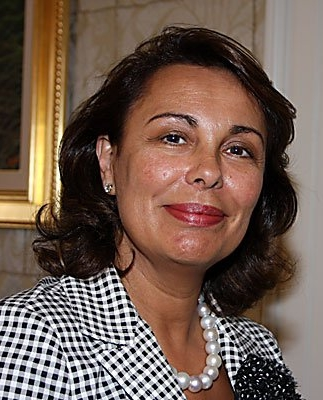
Sandra Lonardo nel 2008

Il 16 gennaio 2008 il gip di Santa Maria Capua Vetere ne dispone gli arresti domiciliari, ravvisando una tentata concussione nei confronti di Luigi Annunziata, direttore generale dell'ospedale di Caserta. L'arresto del presidente del consiglio regionale campano s'inquadra in un'inchiesta più ampia che vede implicati oltre all'allora guardasigilli Clemente Mastella (per il quale si sono ipotizzati vari reati, compreso quello di tentata concussione nei confronti di Antonio Bassolino), anche esponenti della giunta regionale campana, consiglieri regionali, amministratori dell'Udeur e il sindaco di Benevento Fausto Pepe.
Il 29 gennaio 2008 la X Sezione del Tribunale del Riesame ha disposto la scarcerazione per Sandra Lonardo; il tribunale ha, poi, disposto la revoca degli arresti domiciliari e, successivamente, annullato l'obbligo di dimora nel comune di residenza. Il 26 febbraio 2008 la Gazzetta Ufficiale ha pubblicato il decreto con cui il Presidente del Consiglio ha sospeso Sandra Lonardo dalle cariche di presidente del Consiglio regionale della Regione Campania e di consigliere regionale. Successivamente sono state chiuse le indagini che la riguardano a seguito delle quali è stata rinviata a giudizio insieme ad altre nove persone (tra cui gli ex assessori regionali al Personale Andrea Abbamonte e all'Ambiente Luigi Nocera ed i consiglieri regionali Nicola Ferrero e Ferdinando Errico), mentre la posizione del marito è stata stralciata per la sua posizione di eurodeputato, in attesa dell'autorizzazione a procedere da parte del Parlamento europeo.
Il 21 ottobre 2009, in seguito ad una seconda tranche della precedente inchiesta condotta dalla Direzione distrettuale antimafia di Napoli, che la vede indagata insieme ad altre 63 persone per presunti episodi di corruzione e concussione di esponenti dell'UDEUR Popolari della Campania (in particolare presso l'Agenzia regionale per l'ambiente della Campania) un provvedimento del Gip di Napoli dispone il divieto di dimora per la Lonardo in Campania e nelle sei province limitrofe di Latina, Frosinone, Isernia, Campobasso, Foggia e Potenza. Per le stesse ragioni è stata quindi rinviata a giudizio assieme ad altre 9 persone, tra cui i politici Andrea Abbamonte, Nicola Ferraro, Ferdinando Errico. Il processo per tentate pressioni sul manager dell'ospedale Sant'Anna e San Sebastiano di Caserta, per ottenere la nomina di tre primari, avrà inizio il 15 febbraio 2010. La posizione di Clemente Mastella è stata stralciata per via dell'utilizzabilità delle telefonate di parlamentari. Il 4 maggio 2010 il gup annulla il divieto di dimora nella regione Campania e nelle province limitrofe.
Nel marzo 2011 viene rinviata a giudizio, assieme al marito Clemente Mastella, per una presunta raccomandazione.
Il 12 settembre 2017, a distanza di quasi 10 anni, i Mastella, l'ex consuocero Carlo Camilleri, gli ex assessori Nicola Ferraro e Andrea Abbamonte vengono assolti in primo grado per tutti e tre i capi di imputazione con formula piena, anche per i due capi per i quali il pm aveva chiesto la prescrizione, perché il fatto non costituisce reato e perché il fatto non sussiste.